# 罗照 (明朝宦官)
罗照（？年—1497年），广东广州府顺德县大梁村人 ，成化时期的司设监太监、弘治时期的司设监太监。

## 生平
景泰元年（1450年），进入宫廷。
景泰二年（1451年），进入内书堂读书。
景泰七年（1456年），入司设监处理文书事务。
成化四年（1468年），担任长随。
成化十年（1474年），担任奉御。
成化十二年（1476年），晋升为司设监右监丞。
成化十六年（1480年），晋升为司设监右少监。
成化十八年（1482年），晋升为司设监左少监。
成化二十三年（1487年），晋升为司设监太监。
弘治元年（1488年），降为司设监左监丞，不久，又升司设监右少监。
弘治五年（1492年），升司设监左少监。
弘治六年（1493年），又晋升为司设监太监，赐五彩金织斗牛大红纻丝，以慰其劳。
弘治十年（1497年），去世。

## 亲属
- 罗X（父）
- 龙氏（母）
- 罗X（大哥）
- 罗绩（二哥）
- 罗荫（三哥）—内官监太监
- 罗全（侄）
- 罗盛（侄）
- 罗桥（侄）